# 奧爾沃
奥尔沃（法語：Orvault，法語發音：[ɔʁvo] ⓘ）是法国大西洋卢瓦尔省的一个市镇，位于该省中部，属于南特区和南特都会区，其市镇面积为27.67平方公里，2022年1月1日时人口数量为28,341人。
奥尔沃是南特都会区的组成部分，位于南特市区西北，南特有轨电车2号线北侧起点位于境内。

## 行政
奥尔沃的邮政编码为44700，INSEE市镇编码为44114。

## 地理

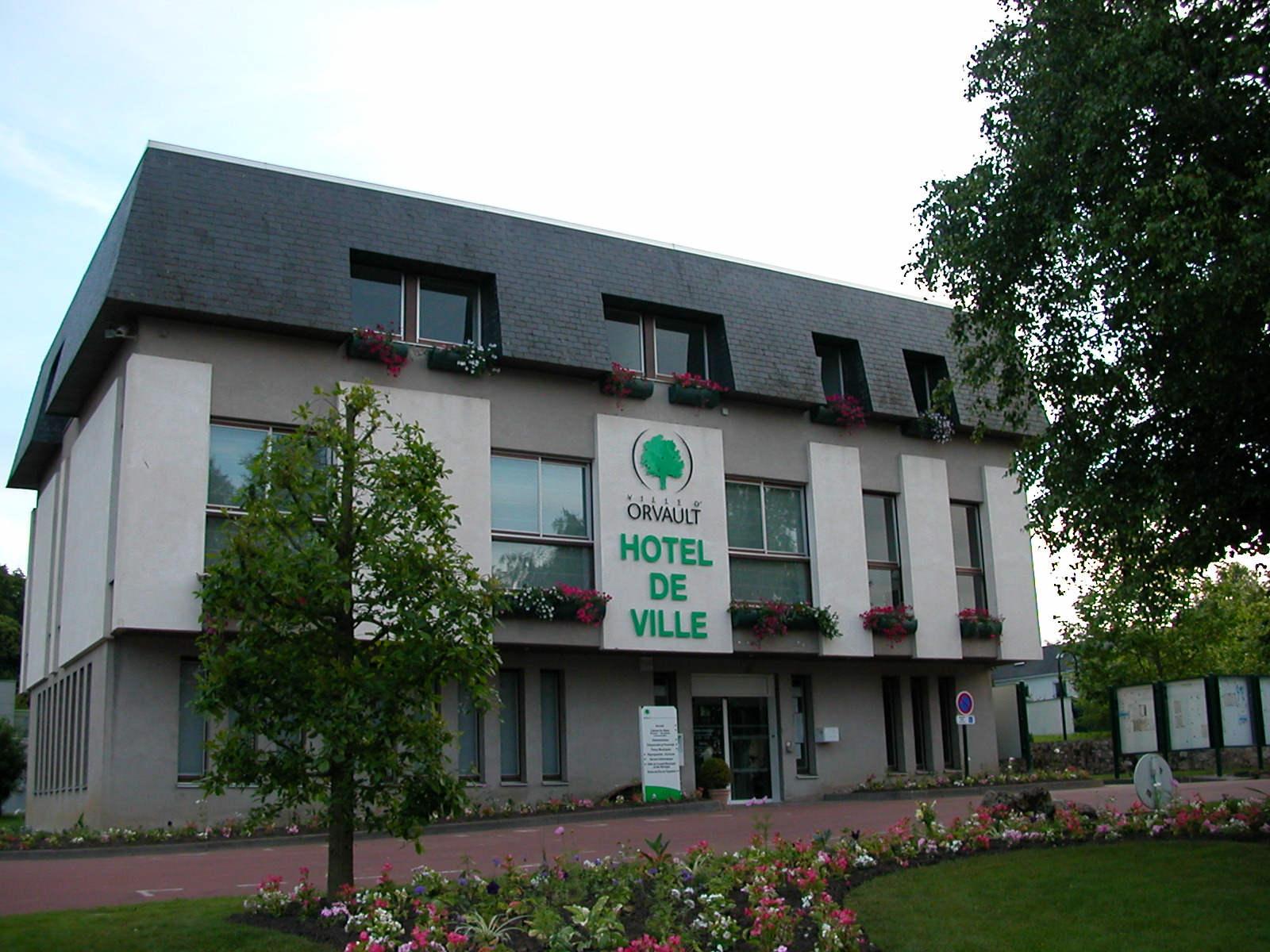
奥尔沃市政厅

奥尔沃（47°16'15"N, 1°37'25"W）位于法国西北部，卢瓦尔河地区大区西部和大西洋卢瓦尔省中部，距离省会南特大约3公里。
与奥尔沃接壤的市镇包括：特雷利耶尔、南特、聖埃爾布蘭、索特龙、布列塔尼地区维尼厄。
奥尔沃境内地势平坦，海拔在7至74米之间。
桑斯河流经奥尔沃境内。
按照柯本气候分类法，奥尔沃属于较为典型的温带海洋性气候，全年温差较小，降水分布均匀。

## 历史
公元8世纪时期，奥尔沃境内出现了一处教堂，此后长期为普通乡村，20世纪后逐渐发展成为南特北郊重要的卫星城。

## 交通
南特环城大街北段、南特－雷恩公路（法国国道137线）和大西洋卢瓦尔省省道D26线、D42线和D75线经过奥尔沃境内。南特有轨电车2号线、3号线、50路、69路、79路和89路经过奥尔沃境内并设有站点。

## 人口
| 年份   | 1936  | 1946  | 1954  | 1962  | 1968   | 1975   | 1982   | 1990   | 1999   | 2006   | 2011   | 2016   | 2018   |
| ------ | ----- | ----- | ----- | ----- | ------ | ------ | ------ | ------ | ------ | ------ | ------ | ------ | ------ |
| 人口數 | 2,924 | 3,681 | 3,238 | 6,592 | 13,510 | 20,239 | 23,245 | 23,115 | 23,550 | 24,218 | 24,556 | 25,931 | 26,924 |

## 友好城市
- 英格兰 特雷迪加
- 德国 霍伊斯韦勒